# Колесник Феодосій Дмитрович
Феодосій Дмитрович Колесник (нар. 8 вересня 1914, село Володимирівка Подільської губернії, тепер Іллінецького району Вінницької області — 7 травня 2003, місто Київ) — український радянський господарський діяч, депутат Верховної Ради УРСР 6—10-го скликання. Кандидат у члени ЦК КПУ в 1966—1986 р.

## Біографія
Трудову діяльність розпочав 1932 року інструктором цукросекції Вінницької облспоживспілки, згодом завідував організаційним відділом Вороновицької райспоживспілки Вінницької області.
У 1936—1939 роках — служив у Червоній армії, потім навчався на курсах голів райспоживспілок у Одесі.
У 1939—1941 роках — секретар районного комітету ЛКСМУ Вінницької області, помічник секретаря Вороновицького районного комітету КП(б)У Вінницької області.
Член ВКП(б) з 1940 року.
У 1941—1946 роках — у Червоній армії, учасник німецько-радянської війни. Служив командиром взводу розвідки на Південному фронті, командиром батареї на Північно-Західному, Брянському, Степовому та 2-му Українському фронтах.
У 1946—1948 роках — інструктор, заступник завідувача відділу Вінницького обласного комітету КП(б)У.
З 1948 року — голова правління Вінницької облспоживспілки.
Закінчив курси керівних працівників при Вищій кооперативній школі Центроспілки у Москві та Республіканську трирічну партійну школу при ЦК КПУ.
У червні 1954 — серпні 1956 року — заступник голови правління Укоопспілки. У серпні 1956 — березні 1964 року — 1-й заступник голови правління Укоопспілки.
У березні 1964 — липні 1981 року — голова правління Спілки споживчих товариств Української РСР (Укоопспілки).
Потім — на пенсії у Києві.

## Звання
- капітан
- майор

## Нагороди
- орден Леніна
- орден Трудового Червоного Прапора (6.09.1974)
- орден Червоного Прапора (22.05.1945)
- орден Вітчизняної війни І ст. (6.04.1985)
- два ордени Червоної Зірки (14.07.1943, 13.09.1944)
- орден «Знак Пошани» (26.02.1958)
- медаль «За оборону Москви»
- медалі
- Почесна грамота Президії Верховної Ради Української РСР (7.09.1964)